# Michał Grek
Michał Grek (ur. 19 listopada 1862 w Chorostkowie, zm. 25 października 1929 we Lwowie) – polski adwokat, wieloletni prezes Izby Adwokackiej we Lwowie, publicysta, działacz Polskiego Stronnictwa Ludowego, a następnie PSL – Lewicy.

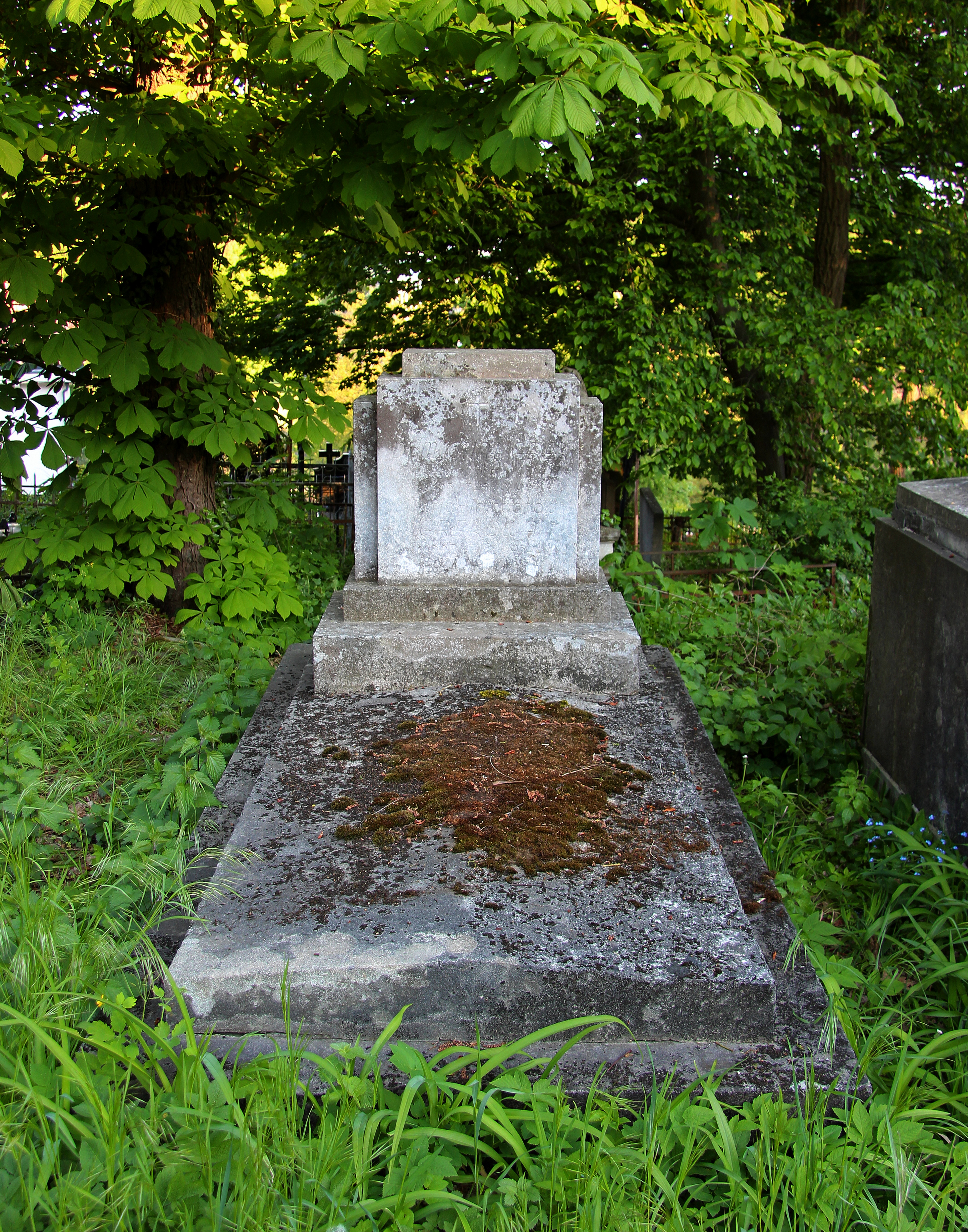
Nagrobek Michała Greka

## Życiorys
Ukończył studia na Wydziale Prawa Uniwersytetu Lwowskiego. Tamże uzyskał stopień doktora praw w 1889. Od 1895 był adwokatem we Lwowie, a od 1922 do śmierci był prezesem Izby Adwokackiej w tym mieście. Bronił m.in. Stanisława Szczepanowskiego w 1899.
Sympatyzował z ruchem ludowym, wydawał tygodnik lwowski „Trybuna”, a także współpracował z „Przyjacielem Ludu”. Był posłem do austriackiej Rady Państwa X kadencji z kurii II – gmin miejskich z okręgu 5 (Rzeszów–Jarosław) w latach 1901–1907. W parlamencie należał do Koła Polskiego w Wiedniu, do ugrupowania demokratów.
Następnie wstąpił do Polskiego Stronnictwa Ludowego, a w 1908 został członkiem Rady Naczelnej PSL. Od 1914 działał w PSL – Lewica.
Michał Grek zmarł w 1929 i został pochowany na Cmentarzu Łyczakowskim. Jego żoną był aktorka Felicja Stachowicz, a bratem Jan Grek (1875–1941), profesor medycyny Uniwersytetu Jana Kazimierza, zamordowany przez Niemców we Lwowie.